# Eris Han Sultan Ghirei Aliev
Eris Han Sultan Ghirei Aliev (în rusă Эрис Хан Султа́н Гирей Али́ев) (n. 30 aprilie 1855 – d. 9 decembrie 1955, Groznîi) a fost unul dintre generalii Armatei Țariste Ruse din Primul Război Mondial.
A îndeplinit funcția de comandant al Corpului 4 Armată rus în campania acesteia din România, având gradul de general de artilerie.:p. 181